# Zadni Mnichowy Stawek
Der Hintere Mönchssee (pl. Zadni Mnichowy Stawek) in Polen ist ein Gletschersee im Tal hinter dem Mönch (pl. Dolina za Mnichem) in der Hohen Tatra. Er befindet sich in der Gemeinde Bukowina Tatrzańska. Der See liegt an einem markierten Wanderweg. Sein Wasserstand schwankt sehr. Selten trocknet der See vollständig aus. Er ist in der Regel über zehn Monate des Jahres zugefroren.